# ITV 토요뉴스
iTV 토요뉴스는 2001년 1월 27일까지 방송되었던 iTV 경인방송의 주말 뉴스 프로그램이다.

## 역대 방송시간
| 방송 채널 | 방송 기간                           | 방송 시간                              |
| --------- | ----------------------------------- | -------------------------------------- |
| iTV       | 1998년 4월 25일 ~ 1998년 8월 22일   | 매주 토요일 밤 9:45 ~ 밤 10:00 (15분)  |
| iTV       | 1998년 8월 29일 ~ 1998년 9월 5일    | 매주 토요일 밤 9:55 ~ 밤 10:05 (10분)  |
| iTV       | 1998년 9월 12일 ~ 1998년 9월 26일   | 매주 토요일 밤 10:00 ~ 밤 10:15 (15분) |
| iTV       | 1998년 10월 24일 ~ 1998년 11월 7일  | 매주 토요일 밤 10:00 ~ 밤 10:15 (15분) |
| iTV       | 1999년 1월 9일 ~ 1999년 1월 16일    | 매주 토요일 밤 10:00 ~ 밤 10:15 (15분) |
| iTV       | 1998년 10월 10일 ~ 1998년 10월 17일 | 매주 토요일 밤 10:30 ~ 밤 10:45 (15분) |
| iTV       | 1998년 11월 14일 ~ 1999년 1월 2일   | 매주 토요일 밤 10:30 ~ 밤 10:45 (15분) |
| iTV       | 1999년 1월 23일 ~ 1999년 4월 17일   | 매주 토요일 밤 10:00 ~ 밤 10:20 (20분) |
| iTV       | 1999년 7월 10일 ~ 1999년 9월 11일   | 매주 토요일 밤 10:00 ~ 밤 10:20 (20분) |
| iTV       | 1999년 10월 2일 ~ 1999년 11월 13일  | 매주 토요일 밤 10:00 ~ 밤 10:20 (20분) |
| iTV       | 1999년 4월 24일 ~ 1999년 6월 5일    | 매주 토요일 밤 10:30 ~ 밤 10:40 (10분) |
| iTV       | 1999년 6월 19일 ~ 1999년 6월 26일   | 매주 토요일 밤 10:30 ~ 밤 10:40 (10분) |
| iTV       | 1999년 6월 12일                     | 매주 토요일 밤 10:30 ~ 밤 10:50 (20분) |
| iTV       | 1999년 7월 3일                      | 매주 토요일 밤 10:30 ~ 밤 10:50 (20분) |
| iTV       | 1999년 9월 18일                     | 매주 토요일 밤 10:00 ~ 밤 10:50 (50분) |
| iTV       | 1999년 9월 25일                     | 매주 토요일 밤 9:40 ~ 밤 10:00 (20분)  |
| iTV       | 1999년 11월 20일 ~ 2000년 6월 17일  | 매주 토요일 밤 9:00 ~ 밤 9:30 (30분)   |
| iTV       | 2000년 6월 24일 ~ 2001년 1월 27일   | 매주 토요일 밤 11:00 ~ 밤 11:20 (20분) |